# Liborius von Frank
Liborius von Frank, född 5 oktober 1846 i Split, död 26 februari 1935 i Graz, var en österrikisk militär.
Frank blev officer vid kejsarjägarregementet, deltog i fälttåget i Bosnien 1878, blev överste i generalstaben 1892, fältmarskalklöjtnant 1903, fälttygmästare och chef för sjunde armékåren (Temesvár) 1908 samt arméinspektör 1910, då han tillika adlades. 
Vid första världskrigets början blev von Frank chef för femte armén, med vilken han kämpade i Serbien på Drinafronten 1914, erövrade Šabac och inryckte i Belgrad den 2 december. Sedan österrikarna tvingats åter utrymma Serbien, erhöll han, i januari 1915, avsked ur aktiv tjänst.